# 身為職業小說家
《身為職業小說家》ISBN 978-7-5442-8537-7，是村上春樹在2015年出版的書籍，中文版在2016年於臺灣出版。中国大陆版本由南海出版公司出版，2017年1月出版。中国大陆版书名为《我的职业是小说家》。本書主要內容是村上春樹三十五年寫作生涯的總結，十三本長篇小說的寫作過程自述，還有關於人生經歷的分享。本书描写了作者小时候特别喜欢看书，通过阅读学到了很多知识。作者对于学校的期望并非让孩子们的想象力丰富起来之类那么多。作者希望为每种个性提供生存场所。
《身為職業小說家》一書揭露了村上春樹的個人生活，每天早起跑步，写十页原稿，非常淡然。顛覆許多人對小說家生活的浪漫遐想，反倒是穩定健康的生活，幫助他的小說生涯。本书提到，写小说是效率低下的营生，如果你觉得非写小说不可，那么就来写小说吧。本书还分析了小说家的特征，小说家所具备的资质以及给想成为小说家的人一些建议。

## 主要内容
- 第一章 小说家是宽容的人种吗？
- 第二章 刚当上小说家那会儿
- 第三章 关于文学奖
- 第四章 关于原创性
- 第五章 那么，写点什么好呢？
- 第六章 与时间成为朋友--写长篇小说
- 第七章 彻底的个人体力劳动
- 第八章 关于学校
- 第九章 该让什么样的人物登场？
- 第十章 为谁写作？
- 第十一章 走出国门，新的疆域
- 第十二章 有故事的地方，怀念河合隼雄先生

## 外部連結
- （页面存档备份，存于）村上春树 身为职业小说家[1]